# Karim Sagaan-ool
Karim Bailak-oolovich Sagaan-ool (en ruso: Карим Байлак-оолович Сагаан-оол; Chaa-Jol, 20 de noviembre de 1977) es un científico y político ruso de etnia tuvana, desde 2008 es alcalde de la ciudad de Kizil la capital y ciudad más poblada de la República de Tuvá.

## Biografía
Karim Sagaan-ool nació en 1977 en la pequeña localidad rural de Chaa-Jol, en el raión de Ulug-Jemsky de la RASS de Tuvá (Unión Soviética). Se graduó de la Universidad Politécnica de Tomsk con un título en Ingeniería de Energía Térmica Industrial y posteriormente en la Universidad de Sistemas de Control y Radioelectrónica de Tomsk con un título en Gestión de Crisis. También se graduó en la Academia de Administración Pública de Siberia con un título en Jurisprudencia. Tiene un doctorado en Economía (Candidato de Ciencias).
Después de graduarse en la universidad en 2000, comenzó a trabajar en el Servicio de Tarifas del Gobierno de la República de Tuvá, donde pasó de especialista a jefe del Servicio en apenas cinco años y luego dirigió el Servicio durante otros tres años. En 2008, fue nombrado ministro de Energía e Industria de la República de Tuvá, cargo que ocupó durante cuatro años. En 2013, encabezó la administración de Chedi-Kholsky kozhuun
En diciembre de 2016, ocupó el cargo de director general y Primer director general Adjunto de Tyvaenergo JSC. En septiembre de 2018, en las elecciones para el Jural de representantes de la ciudad de Kizil de la V convocatoria, fue elegido diputado por el distrito electoral de mandato único central (n.° 7), obteniendo 1774 votos.
El 1 de noviembre de 2018, asumió las funciones de alcalde de la ciudad de Kizil (el vigésimo noveno alcalde desde la introducción de este cargo). Para su nombramiento, los diputados del Jural de representantes de la ciudad votaron por unanimidad.
Además es miembro del Consejo Político Regional de Rusia Unida.

## Vida privada
Está casado y tiene cuatro hijos.

## Condecoraciones
- Insignia conmemorativa del 65.º aniversario de la Victoria.[1]
- Medalla conmemorativa del Mariscal Vasili Chuikov del Ministerio de Situaciones de Emergencia de Rusia
- Medalla del 100.º Aniversario de la Unidad de Rusia y Tuvá y del 100.º Aniversario de la Fundación de la Ciudad de Kizil.